# Aimaq-Hazara
Die Aimāq-Hazāra (persisch:ایماق هزاره) sind ein Aimakenstamm im Westen Afghanistans. So wie die anderen Aimakenstämme sind sie meist sunnitischen Glaubens, haben jedoch eine mongolische Abstammung wie die Hazara. Auch ihr Lebensstil unterscheidet sich von den anderen Aimakenstämmen. Sie sind Halbnomaden, die in mit Filz bedeckten Jurten leben, während iranisch-stämmige Aimakenstämme sesshaft in schwarzen Zelten leben. Häufig werden die Aimaq-Hazara zu den Tadschiken gezählt. Deren Sprache ist ein persischer Dialekt, der eine Art Übergang zwischen Aimaq und Hazaragi ist.
In Afghanistan leben etwa 200.000 Aimaq-Hazara, die sich wiederum in 38 Clans aufteilen.

## Name und Herkunft
Der Name Aimaq stammt vom Wort oymāq ab, was in den Turksprachen in Zentralasien „Sippe“ bzw. „Stamm“ bedeutet. In der mongolischen Sprache kennt man den Begriff Aimag, was so viel wie „Gebiet“ oder „Verwaltungseinheit“ bedeutet.
Der Name Hazara stammt vom persischen Wort hezar (هزار) ab, was auf Deutsch „Tausend“ bedeutet. Der Name stammt aus der mongolischen Expansion im 13. Jahrhundert, damit sind die mongolischen Tausendschaften, also Krieger, gemeint.
Viele mongolische und später türkische Soldaten haben sich im Spätmittelalter in den Gebieten des heutigen Afghanistans niedergelassen und mit der persischen Bevölkerung vermischt. Wenn diese schiitisch waren, dann sind sie heute Hazara, wenn diese sunnitisch waren, dann Aimaq-Hazara. Andere Aimakenstämme haben hingegen keine türkische oder mongolische Wurzeln. Man geht davon aus, dass die Hazara in der Zeit von Dschingis Khan entstanden sind, während die Aimaq-Hazara in der Zeit von Timur entstanden sind.